# ترابيست-1g
ترابيست-1 جي (بالإنجليزية: TRAPPIST-1g)‏ هو كوكب خارج المجموعة الشمسية، يدور حول النجم القزم فائق البرودة ترابيست-1، ويبعد عن الأرض 39 سنة ضوئية (12 فرسخ نجمي) في كوكبة الدلو، تبلغ فترته المدارية 12.3529 يوم وكان أحد الكواكب الأربعة المكتشفة عبر مقراب سبيتزر الفضائي التي تدور حول النجم ترابيست-1،  وهذا الكوكب يدخل ضمن النطاق الصالح للحياة.

## الاكتشاف
أكتشف في 2017، وكانت طريقة الاكتشاف عبور فلكي.

## النظام الكوكبي
| رفيق (بترتيب النجوم) | كتلة         | نصف محور (AU)       | الفترة المدارية (يوم) | انحراف | ميلان           | نق                |
| -------------------- | ------------ | ------------------- | --------------------- | ------ | --------------- | ----------------- |
| ترابيست-1 جي         | 1.34±0.88 م⊕ | 0.045 (6.73 mln km) | 12.35294 ± 0.00012    | <0.061 | 89.710 ± 0.025° | 1.127 ± 0.041 أر⊕ |